# Manuel Maria Carrilho
Manuel Maria Ferreira Carrilho (ur. 9 lipca 1951 w Coimbrze) – portugalski polityk, filozof, publicysta i nauczyciel akademicki, profesor, deputowany, w latach 1995–2000 minister kultury.

## Życiorys
Ukończył szkołę średnią w Viseu, a w 1975 filozofię na Uniwersytecie Lizbońskim. Odbył studia podyplomowe na Universidade Nova de Lisboa, w 1985 doktoryzował się na tej uczelni z filozofii współczesnej. Zawodowo jako nauczyciel akademicki związany z Universidade Nova de Lisboa, w 1994 uzyskał na tym uniwersytecie pełną profesurę. W pracy badawczej zajął się zagadnieniami z zakresu filozofii wiedzy i nauki, teorii argumentacji i retoryki. Pod koniec lat 80. koordynował projekt reformy szkolnictwa średniej. Założył i kierował czasopismami „Filosofia e Epistemologia” (1979–1984) oraz „Crítica” (1987–1993). Jako publicysta współpracował m.in. z „Le Monde”, „Expresso” i „Diário de Notícias”. Autor licznych publikacji książkowych, m.in. O saber e o Método (1982), Elogio da Modernidade (1989), Rhétoriques de la modernité (1992), Aventuras da interpretação (1995), O estado da nação (2001) czy O impasse português (2005).
Zaangażował się w działalność polityczną w ramach Partii Socjalistycznej, do 2008 zasiadał w jej władzach centralnych. Od października 1995 do lipca 2000 sprawował urząd ministra kultury w pierwszym i drugim rządzie Antónia Guterresa. Był posłem do Zgromadzenia Republiki VIII, IX i X kadencji. W 2005 bez powodzenia kandydował na burmistrza Lizbony. W grudniu 2008 powołany na ambasadora przy UNESCO z siedzibą w Paryżu, funkcję tę pełnił do grudnia 2010.
Był dwukrotnie żonaty, oba małżeństwa zakończyły się rozwodem. Jego pierwszą żoną była Joana Morais Varela, a drugą prezenterka telewizyjna Bárbara Guimarães. Po rozwodzie z drugą żoną doszło do szeregu postępowań sądowych. Manuel Maria Carrilho był m.in. oskarżony o stosowanie wobec niej przemocy domowej i gróźb karalnych, od popełnienia tych czynów został ostatecznie uniewinniony. Ukarano go natomiast grzywną zniesławienie byłej małżonki.

## Odznaczenia
- Krzyż Wielki Orderu Rio Branco (Brazylia, 1999)[10]
- Legia Honorowa II klasy (Francja, 1999)[10]